# عادات العقل
مفهوم عادات العقل
في غمرة الاهتمام بتنمية التفكير وبخاصة تنمية مهارات
التفكير الناقد، والتفكير الابداعي، وحل المشكلات، وتطبيقات نواتج أبحاث الدماغ،
ظهر اتجاه جديد في الفكر التربوي الحديث في أمريكا يدعو إلى التركيز على تحقيق عدد
من النواتج التعلمية، وقد ركز اصحاب هذا الاتجاه على ضرورة تنمية عدد من
الاستراتيجيات التفكيرية أصبحت فيما بعد تعرف باتجاهات العادات العقلية أو نظرية
العادات العقلية (الحارثي،2002)
ونظراً لأن مكننة التفكير والتدرب على تشغيل أدوات الذهن
وشحذه من متطلبات العصر الجديد، ( قطامي، 2002 )، فإن النظم التربوية الحديثة
تتوجه نحو نظام تعلم أساسي أوسع وأكثر ديمومة ويبقى مدى الحياة، لذا بدأ الباحثون
المعرفيون بالاهتمام باستراتيجيات تربوية لوضع المتعلمين في بيئات غنية مثيرة
للتفكير وهذه هي الفلسفة التي تبنتها عادات العقل (قطامي وعمور، 2005).
كما يرى الكثير من التربويين أن تغيير النظرة إلى الذكاء التي كان يعتقد انها نتاج عامل كلي محدد وراثياً وغير قابل للزيادة، إلى النظر إليه على أنه شيء قابل للزيادة والنمو والتطور، يعد أيضاً من أهم العوامل التي أدت إلى تطوير ما يعرف بالعادات العقلية. حيث تدعو العادات العقلية إلى الالتزام بتنمية عدد من الاستراتيجيات الذهنية ؛ والعادة – كما هو معروف – شيء ثابت متكرر يعتمد عليه الفرد؛ حيث أن العادات العقلية تستند إلى وجود أسس تربوية ينبغي التركيز على تنميتها وتحويلها إلى  سلوك متكرر ومنهج ثابت في حياة المتعلم ( الحارثي،2002).
يرى كوستا وكاليك (Costa& Kalick,2000) أن عادات العقل تسمح للطالب بمرونة البحث عن الإجابة عندما لا يتمكن من معرفتها، خلافاً لما تنادي به النظم التقليدية التي تركز على المعرفة وسرد المعلومات فقط، لذا فقد بدأ اهتمام الاتجاه المعرفي بالبحث عن استراتيجيات تعليمية- تعلمية تشجع على ممارسة مهارات التفكير من خلال إعداد البرامج التربوية التي تستند إلى إطار نظري تجريبي قوي؛ إذ أنّ هذه البرامج من المؤمل أن تؤدي إلى تشكيل مجموعة من العمليات الذهنية بدءاً بالعمليات الذهنية البسيطة وصولاً إلى العمليات الذهنية الراقية والمعقدة، مما يمكن الفرد من تطوير نتاجه الفكري واكسابه عادة عقلية يستخدمها الفرد في شتى مناحي حياته العملية والأكاديمية. 
أما هوريسمان (Horesman) المشار إليه في (Costa& Kalick,2000) فيرى أنها عملية تطورية ذات تتابع يؤمل في النهاية أن تقود إلى إنتاج الأفكار وحل المشكلات، حيث أنه يشبه عادات العقل بالحبل الذي تُنسج خيوطه في كل يوم حتى يصبح سميكاً ويصعب قطعه ، ويضيف أن عادات العقل تتضمن ميول واتجاهات وقيم، وبالتالي فهي تقود الفرد إلى أنماطٍ من تفضيلات مختلفة. 
في حين يعرف كوستا وكاليك (Costa & Kallick,2004) عادات العقل بأنها نزعة الفرد إلى التصرف بطريقة  ذكية عند مواجهة مشكلة ما، أو عندما تكون الإجابة أو الحل غير متوفر في أبنيته المعرفية؛ إذ قد تكون المشكلة على هيئة موقف محير، أو لُغز، أو موقف غامض. إنّ عادات العقل تشير ضمناً إلى توظيف السلوك الذكي عندما لا يعرف الفرد الإجابة أو الحل المناسب.
ويوضح قطامي (2005) أن عادة العقل مهارة يمكن التدرب على أدائها وممارستها إلى أن تصل إلى مرحلة العادة ، ونحن نستخدم العادة عادةً لتحقيق الراحة والروتين والسهولة. كما يشير إلى أنها عبارة عن تفكير منظم ومرتب، يتضمن آليات واستراتيجيات مربوطة بهدف تم التخطيط لتحقيقه بوعي ، وأن هذه العادة تقود الذكاء باتجاه معين واستخدام إمكاناته وقدراته وموجوداته وبرمجياته للوصول إلى هدف.
اتجاهات عادات العقل
لقد تعددت الأبحاث والدراسات حول عادت العقل، التي انبثق عنها مجموعة من التوجهات النظرية المختلفة حيث نجد عدداً من المنظرين في هذا المجال الذين حددوا عادات عقلية متنوعة تبعاً للتوجه النظري لهذه الاتجاهات، وفيما يلي مختصر للتوجهات النظرية في دراسة عادات العقل:
قام مارزانو (Marzano,1992) بتصنيف العادات العقلية والتي أطلق عليها العادات العقلية المنتجة (Productive Habits of Mind) حسب الترتيب التالي:
1. التنظيم الذاتي ( Self Regulation) وقد حُدد من خلال المهارات التالية: إدراك التفكير الذاتي، التخطيط، إدراك المصادر اللازمة، والحساسية تجاه التغذية الراجعة، وتقييم فاعلية العمل.
2. التفكير الناقد (Critical Thinking): ويتضمن الالتزام بالبحث عن الدقة والبحث عن الوضوح والتفتح العقلي، ومقاومة التهور، واتخاذ المواقف والدفاع عنها، والحساسية تجاه الآخرين.
3. التفكير الإبداعي (Creative Thinking): ويتضمن الانخراط بقوة في مهمات حتى عندما لا تكون الإجابات أو الحلول واضحة، وتوسيع حدود المعرفة والقدرات، وتوليد معايير التقييم الخاصة، والثقة بها، والمحافظة عليها، وتوليد طرق جديدة في النظر خارج نطاق المعايير السائدة.

وقد قام هيرل ( Hyrle) الذي أشار إليه الحارثي (2002( بتقسيم العادات العقلية وفق التقسيم التالي:
1.	خرائط عمليات التفكير (Thinking Processes Maps) ويتفرع منها المهارات التالية: مهارة طرح الأسئلة، ومهارة ما وراء المعرفة، ومهارات الحواس المتعددة، والمهارات العاطفية.
2.	العصف الذهني( Brain Storming) ويتفرع منها عادات: الإبداع، المرونة، حب الاستطلاع، وتوسيع الخبرة.
3.	منظمات الرسوم (Graphic Orgnizers): ويتفرع منها العادات التالية: المثابرة ، التنظيم، والضبط، والدقة.
كما قدم دانيالز (Daniels) عام 1999 الذي أشار إليه الحارثي (2002) أربعة أقسام لعادات العقل وهي: الانفتاح العقلي (Open_Minded)والعدالة العقلية (fair_Minded) والاستقلال العقلي (Independent_Minded) والميل إلى الاستقصاء أو الاتجاه النقدي (Inquiring or Critical Attitude)
أما كوستا وكاليك)2003) فقد قاما بتصنيف عادات العقل وفق (16) سلوكاً ذكياً للتفكير الفعال وقاما بوصف كل عادة من هذه العادات على النحو التالي: 
1. المثابرة (Persistance): وتعني الالتزام بالمهمة الموكولة للأفراد إلى حين اكتمالها وعدم الاستسلام بسهولة، والقدرة على تحليل المشكلة وتطوير نظام أو هيكل أو إستراتيجية لحلها، وامتلاك ذخيرة من الاستراتيجيات البديلة لحل المشكلات واستخدامها، وجمع الأدلة على نجاح الإستراتيجية المتبعة والتراجع عن تلك الإستراتيجية إذا لم ينجح في حل المشكلة.
2. التحكم بالتهور (Managing Impulsivity): وتعني التأني والتفكير قبل الإقدام على حل المشكلة التي يتعرض لها الأفراد. وتأسيس رؤية لخطة عمل أو هدف أو اتجاه قبل البدء والكفاح لتوضيح وفهم الارشادات الخاصة بها، وتطوير إستراتيجية للتعامل مع المشكلة من خلال تأجيل إعطاء الحكم الفوري حول تلك الفكرة إلى حين الفهم التام لها، والإمعان في البدائل والنتائج لعدد من الاتجاهات الممكنة قبل التصرف.
3. الإصغاء بتفهم وتعاطف (Listening with Understanding and Empathy) وتعني القدرة على رؤية المناظير المتنوعة للآخرين بشفافية، والاهتمام بصورة مهذبة بالشخص الآخر من خلال إظهار الفهم والتعاطف مع الفكرة أو الشعور بإعادة صياغة هذه الفكرة بدقة أو إضافة معان أخرى إليها أو توضيحها أو تقديم مثال عليها.
4. التفكير بمرونة ( Thinking Flexibility) ويعني التمتع بأقصى قدر من السيطرة، وامتلاك الطاقة لتغيير الآراء عند تلقي بيانات إضافية، والانشغال في مخرجات وأنشطة متعددة في آن واحد، والاعتماد على ذخيرة مختزنة واستراتيجيات حل المشكلات، وممارسة المرونة من خلال تقدير متى يكون التفكير الواسع الأفق ملائماً ومتى يتطلب الموقف دقة تفصيلية، وابتكار مقاربات جديدة والسعي إليها.
5. التفكير في التفكير(التفكير فوق معرفي) (Thinking about Thinking, Metacognition): يعني إدراك الفرد لأفعاله ولتأثيرها على الآخرين وعلى البيئة، والقدرة على تخطيط إستراتيجية من اجل إنتاج المعلومات اللازمة من خلال استخدام خطوات واستراتيجيات المشكلة أثناء عملية حلها، وتشكيل أسئلة داخلية أثناء البحث عن المعلومات والمعنى، وتطوير خرائط عقلية أو خطط عمل، وإجراء تجارب عقلية قبل بدء الأداء، ومراقبة الخطط لدى استخدامها مع الوعي للحاجة لإجراء تصحيحات في منتصف الأداء إذا تبين أن الخطة لا تلبي التوقعات الإيجابية المنتظرة،  والتأمل في الخطة التي تم إكمال تنفيذها لأغراض التقييم الذاتي من أجل تحسين الأداء.
6. الكفاح من أجل الدقة (Striving for Accuracy and Precision): وتعني أخذ وقت كاف في تفحص الأمور، ومراجعة القواعد التي ينبغي الالتزام بها، ومراجعة النماذج التي يتعين إتباعها للتأكد من أن المنتجات النهائية توائم تلك المعايير مواءمة تامة، وإيصال العمل إلى درجة الكمال عن طريق العمل المتواصل للحصول على أفضل أداء ممكن ومتابعة التعلم المستمر للوصول لذلك العمل وانجاز المهمة الموكولة بإتقان.
7. التساؤل وطرح المشكلات (Questioning and Posing Problem): وهي القدرة على العثور على المشكلات وحلها وطرح الأسئلة التي من شأنها أن تملأ الفجوات القائمة بين ما يعرف الفرد وما لا يعرف. والميل إلى التساؤل وطرح أسئلة حول وجهات نظر بديلة، وطرح أسئلة تقيم ارتباطات وعلاقات سببية وطرح مشكلات افتراضية . ومعرفة التضاربات والتناقضات والظواهر القائمة في البيئة وسبر غور الأسباب الدافعة لها.
8. تطبيق المعارف السابقة على أوضاع جديدة : ( Applying Past Knowledge to New Situation): تعني التعلم من التجارب عن طريق اللجوء إلى الماضي لاستخلاص  التجارب عند مواجهة مشكلة جديدة محيرة، ومقارنة ما يتم عمله حالياً بتجارب مرت في الماضي أو بالإشارة إلى تلك التجارب ، واسترجاع مخزون المعارف والتجارب واعتبارها مصادر بيانات لدعم الآراء أو اعتماد نظريات تسهم في الإيضاح أو طرق لحل كل تحد جديد، والقدرة على استخلاص المعنى من تجربة ما والسير بها قدماً ومن ثم تطبيقها على وضع جديد.
9. التفكير والتواصل بوضوح ودقة : ( Think and Comminuting with Clarity and Precision) ويعني الكفاح من أجل توصيل ما يريد الأفراد قوله بدقة سواء أكان ذلك كتابياً أم شفوياً، واستعمال لغة دقيقة وتعبيرات محددة وأسماء وتشابهات صحيحة، والكفاح من أجل تجنب الإفراط في التعميم والشطب والتشويه والسعي إلى دعم المقولات بإيضاحات ومقارنات وقياسات كمية وأدلة.
10. جمع البيانات باستخدام جميع الحواس (Gathering Data Through all Senses) وتعني إدخال جميع المعلومات إلى الدماغ من خلال مسارب حسية: ذوقية، شمية، لمسية، حركية ، سمعية ، بصرية، واشتقاق معظم التعلم اللغوي والثقافي والمادي من البيئة من خلال ملاحظة الأشياء واستيعابها عن طريق الحواس.
11. الاتيان بالجديد - التصور - الابتكار ( Creating , Imigary and Inovating) ويعني تصور حلول للمشكلات بطريقة مختلفة وتفحص الإمكانات البديلة من عدة زوايا، والإقدام على المخاطر وتوسيع الحدود المدركة، والاندفاع بدوافع داخلية لا بدوافع خارجية، والعمل من أجل مواجهة التحدي لا من أجل المكافأة، والانفتاح على النقد وطلب التغذية الراجعة من الآخرين، والمثابرة من أجل تحقيق المزيد من الطلاقة و التفصيل والجدة والبساطة والحرفية والكمال، والجمال، والتناغم ، والتوازن.
12. الاستجابة بدهشة ورهبة ( Responding with Wonder and Awe): تعني السعي لحل المشكلات التي تعترض الأفراد وتقديم تلك الحلول للآخرين، والابتهاج عند التمكن من تحديد مشكلات وحلها، والاستمتاع في مواجهة تحدي وإيجاد الحلول ومواصلة التعلم مدى الحياة. والسعي لاستطلاع الأمور والتواصل مع العالم، والشعور بالانبهار أمام برعم يتفتح، والإحساس بالبساطة المنطقية للترتيب الرياضي. والشعور بالحماسة والمحبة تجاه التعلم والتقصي والإتقان.
13. الإقدام على مخاطر مسؤولة (Taking Responsible Risks) وتعني وجود دافع قوي تصعب السيطرة عليه يدعو إلى الانطلاق إلى ما وراء الحدود المستقرة ، وعدم الارتياح للرفاه، ومواجهة مواقف لا تُُعرف النتائج التي ستتمخض عنها وقبول الارتباك والتشويش وعدم اليقين وارتفاع مخاطر الفشل، والنظر إلى النكسات على أنها مثيرة للاهتمام وتنطوي على التحدي وتساعد على النمو والتطور، والقيام بالمخاطر من أرضية متعلمة، والاعتماد على المعارف السابقة والاهتمام بالنتائج وامتلاك القدرة على تحديد ما هو ملائم في الحياة، ومعرفة أن ليس كل المخاطر تستحق الإقدام عليها.
14. إيجاد الدعابة (Finding Humor) وتعني القدرة على إدراك الأوضاع في موقع مناسب وأصيل مثير للاهتمام ، والميل إلى إنشاء الدعابة بصورة أكبر ووضع قيمة أكبر لتملك روح الدعابة وإلى استحسان وتفهم دعابات الآخرين وإلى التلاعب المحبب عند تبادل الدعابة اللفظية مع الآخرين، والانتعاش عند العثور على حالات من عدم التطابق، وإدراك المفارقات والتهكم، والعثور على الثغرات، والقدرة على الضحك من المواقف ومن أنفسهم.
15. التفكير التبادلي ( Thinking Interdependently) ويعني المقدرة المتزايدة على التفكير بالاتساق مع الآخرين، والتواصل بشكل كبير مع الآخرين والحساسية تجاه احتياجاتهم، والقدرة على تبرير الأفكار واختبار مدى صلاحية استراتيجيات الحلول عند الآخرين، والإصغاء والسعي وراء الرأي الجماعي والتخلي عن فكرة ما من أجل العمل على فكرة شخص آخر، والتعاطف والعطف والقيادة الجماعية والإيثار.
16. الاستعداد الدائم للتعلم المستمر ( Learning Continuously) وتعني الثقة المقرونة بحب الاستطلاع الذي يسمح بالبحث المتواصل عن طرق أحدث وأفضل ، والكفاح الدائم من أجل التحسين والنمو والتعلم والتعديل وتحسين الذات، والتقاط المشكلات والمواقف والنزاعات والظروف باعتبارها فرص ثمينة للتعلم. ومعرفة عدم المعرفة وعدم الخوف من ذلك بل الإقرار به.